# Данилов, Сергей Евлампиевич
Сергей Евлампиевич Данилов (5 октября 1895, д. Нечаевка, Переславский уезд Владимирская губерния — 1 марта 1944, концлагерь Флоссенбюрг, Бавария) — советский военачальник, генерал-майор, командир 280-й стрелковой дивизии 1-го формирования (2 июля — 18 октября 1941), кавалер ордена Красного Знамени.

## Биография
В 1907 году вместе с отцом пришёл в Москву на заработки. Окончил реальное училище в 1914 году.

### Первая мировая война
В сентябре 1915 года поступил на службу и зачислен юнкером в Алексеевское военное училище, по его окончании в январе 1916 года назначен младшим офицером в запасной батальон в город Симбирск. В мае 1916 года направлен в действующую армию в 5-й гренадерский Киевский полк, где исполнял должности младшего офицера и командира роты, начальника учебной команды, командира батальона. Участвовал в боях на Западном фронте в районе Барановичи, в ходе которых подвергался атаке газами со стороны германских войск и был контужен. За боевые отличия награждён орденами Святой Анны 4-й ст. и Святого Станислава 3-й ст. В феврале 1918 года демобилизован в чине штабс-капитана и вернулся на родину.

### Гражданская война
В гражданскую войну командовал ротой, воюя на стороне красных. Был награждён орденом Красного Знамени. Дважды был тяжело ранен. Командовал ротой 18-й стрелковой дивизии в Ярославле, затем батальоном 53-го стрелкового полка той же дивизии в Рыбинске.

### Межвоенное время
По окончании Военной академии РККА им. М. В. Фрунзе служил в штабе Московского военного округа. С 1934 года работал начальником учебной части военного факультета Инженерно-технической академии связи им. В. Н. Подбельского, позднее — начальником кафедры Военной академии им. М. В. Фрунзе. Одновременно преподавал общую тактику в Военной академии Генерального штаба. В 1939 году сформировал на базе 97-го стрелкового полка 137-ю стрелковую дивизии и стал её первым командиром.

### Великая Отечественная война
В сентябре 1941 года, командуя 280-й стрелковой дивизией 3-й армии, при выходе из окружения, получил тяжёлое ранение в ноги, остался в тылу у немцев и был выдан. Пленён по ряду публикаций, 17 сентября, по другим публикациям 17 октября 1941 года. Содержался в заключении в Бобруйске, в лагере в Молодечно. За отказ сотрудничать с гитлеровцами в начале января 1942 года переведён в тюрьму Нюрнберга. С января 1943 года содержался в каторжном концлагере Флоссенбюрг.
В конце февраля 1944 года заподозрен в связях с подпольем и по приказу Гиммлера был казнен с особой жестокостью. Данилова до смерти забили палками, и он скончался, не приходя в сознание 1 марта 1944 года. Похоронен в концлагере Флоссенбюрг.

## Воинские звания
- полковник (1936)
- комбриг (22.02.1938)
- генерал-майор (4.06.1940)

## Награды
- Орден Святой Анны 4-й степени
- Орден Святого Станислава 3-й степени
- Орден Красного Знамени (22.02.1938)
- Юбилейная медаль «XX лет Рабоче-Крестьянской Красной Армии» (22.02.1938)